# Arthur Wellesley (4e duc de Wellington)
Arthur Charles Wellesley, 4e duc de Wellington, (15 mars 1849 - 18 juin 1934), titré Lord Arthur Wellesley de 1884 à 1900, est un pair britannique et un homme politique, membre de la célèbre famille Wellesley. Il rejoint l'armée et sert dans la division de la Maison. À la mort de son frère sans enfant en 1900, il hérite du titre familial et des domaines.

## Jeunesse
Wellesley est né en 1849, le deuxième fils du major-général Lord Charles Wellesley et d'Augusta Sophia Anne Pierrepont. Les grands-parents sont le célèbre Arthur Wellesley, 1er duc de Wellington, Catherine Pakenham et, du côté maternel, Henry Pierrepont, Lady Sophia Cecil. Entre 1861 et 1866, il fait ses études au Collège d'Eton.

## Carrière
Après avoir obtenu son diplôme, Wellesley rejoint l'armée. Il sert comme officier dans les Grenadier Guards, le plus haut régiment de la division des Guards. Les gardes font partie de la division de la Maison, l'élite de l'armée qui assure la sécurité du monarque. Wellesley reçoit le grade d'enseigne, dans son régiment, et de lieutenant, dans l'armée britannique, le 13 juin 1868. Il obtient plus tard le grade de lieutenant, dans son régiment, et de capitaine, dans l'armée britannique, le 15 février 1871.
Tout au long de sa carrière, Wellesley ne participe à aucun combat: ses fonctions sont en grande partie cérémonielles dans le cadre de la garde de la maison. Il reçoit le grade de capitaine dans son régiment et de lieutenant-colonel dans l'armée britannique le 5 avril 1879, puis celui de major dans son régiment et de colonel dans l'armée britannique le 1er août 1887.
Le 8 juin 1900, son frère Henry, meurt sans enfant . Wellesley lui succède comme duc de Wellington, prince de Waterloo, duc de Ciudad Rodrigo et duc de Victoria. Il hérite de la maison de ville de Londres, Apsley House, et des vastes domaines familiaux de Stratfield Saye House, avec plus de 19 000 acres (7 689,027198 ha) de terres concédées au premier duc par achat parlementaire pour des services militaires.
De 1900 à 1934, Wellesley est membre de la Chambre des lords siégeant sur les bancs conservateurs. Il est également membre du Marlborough Club, un club de gentlemen.
La duchesse est décédée le 24 juin 1927 à Apsley House et est inhumée le 28 juin à Stratfield Saye. Wellesley est décédé à Ewhurst Park (House), Basingstoke, Hampshire, le 18 juin (Waterloo Day) 1934, à l'âge de quatre-vingt-cinq ans, et est enterré trois jours plus tard à Stratfield Saye House, Hampshire, la maison conférée aux ducs de Wellington. Son fils, Arthur, hérite des domaines et des titres de la famille Wellesley.
Le duc est Chevalier Grand-Croix de l'Ordre royal de Victoria (GCVO) le 1er mai 1902. Il est nommé Chevalier de l'Ordre de la Jarretière (KG) dans la liste des honneurs du couronnement de 1902 publiée le 26 juin 1902, et est investi par le roi Édouard VII au palais de Buckingham le 8 août 1902. Il reçoit également la décoration espagnole de la Grand-Croix de Charles III et la décoration portugaise de la Grand-Croix de la Tour et de l'Épée (GCTE), et les décorations prussiennes de l'Ordre de l'Aigle Noir et de l'Ordre de l'aigle rouge .

## Famille
Le 24 octobre 1872, il épouse Kathleen Emily Bulkeley Williams, fille du capitaine Robert Griffith Williams (frère de Sir Richard Bulkeley Williams-Bulkeley, 10e baronnet) et épouse Mary Anne Geale (fille de Pears Geale, de Dublin). Lui et sa femme ont six enfants :
- Lady Evelyn Kathleen Wellesley  (30 juillet 1873 - 19 janvier 1922) épouse l'hon. Robert James
- Arthur Wellesley (5e duc de Wellington) (9 juin 1876-11 décembre 1941)
- Captain Lord Richard Wellesley (30 septembre 1879-29 octobre 1914). Il est tué lors de la première bataille d'Ypres. Il est enterré au cimetière de la Commission des sépultures de guerre du Commonwealth Crater Hooge en Belgique[12].
- Gerald Wellesley (7e duc de Wellington) (21 août 1885 - 4 janvier 1972)
- Lady Eileen Wellesley (13 février 1887 - 31 octobre 1952) épouse le capitaine Cuthbert Julian Orde [13]
- Lord George Wellesley (29 juillet 1889 - 31 juillet 1967)[2],[7]

## Sources
- Charles Roger Dod et Robert Phipps Dod, Dod's Parliamentary Companion, vol. 73, Dod's Parliamentary Companion, Limited, 1905 (lire en ligne), p. 104
- Lindsay, David (comte de Crawford), Vincent, John Russell, The Crawford papers: les journaux de David Lindsay, vingt-septième comte de Crawford et dixième comte de Balcarres (1871-1940), pendant les années 1892 à 1940, Université de Manchester Presse ND, 1984 (ISBN 0-7190-0948-0)
- Murray, J., Hart's annual Army list, Militia list, and Imperial Yeomanry list, J. Murray, 1891
- Sladen, Douglas Brooke Wheelton, Who's who, Volume 59, A. et C. Black, 1907
- L'almanach mondial et le livre des faits, Newspaper Enterprise Association, 1914
- Massue, Melville Henry, The Titled Nobles of Europe: An International Peerage (Londres: Harrison & Sons, 1914)